# 비하라
비하라(산스크리트어: विहार) 또는 정사(精舎)는 일반적으로 주로 인도 아대륙에 있는 비구를 위한 승원을 말한다. 이 개념은 고대의 것으로 초기 산스크리트어 및 팔리어 텍스트에서는 거주를 위한 공간 또는 시설의 모든 배열을 의미했다. 이 용어는 특히 불교에서 열린 공유 공간이나 안뜰이 있는 승려를 위한 거주 공간을 가리키는 건축 개념으로 발전했다. 이 용어는 아지비카교, 힌두교 및 자이나교 수도원 문헌에서도 발견되며 일반적으로 연례 인도 몬순 동안 방황하는 승려 또는 비구니를 위한 임시 피난처를 나타낸다. 현대 자이나교에서 승려들은 우기(차투르마스)를 제외하고 계속해서 마을에서 마을로 방황하며 "비하라"라는 용어는 그들의 방랑을 의미한다.
비하라 홀은 인도 건축, 특히 고대 인도의 암석 절단 건축에서 더 구체적인 의미를 갖는다. 여기에서 그것은 작은 세포가 연결된 중앙 홀을 의미하며 때로는 돌에서 조각된 침대가 있다. 일부는 뒷벽 중앙에 사당이 있으며 초기 예에서는 사리탑이 있고 나중에는 불상이 있다. 아잔타 석굴, 아우란가바드 석굴, 카릴리 석굴 및 칸헤리 석굴과 같은 전형적인 대형 석굴에는 여러 비하라가 있다. 일부는 근처에 차이티야 또는 예배당을 포함했다. 비하라는 비가 올 때 승려들을 위한 은신처로 시작되었다.

## 같이 보기
- 아슈람
- 갈비하라 사원

## 참고 문헌
- Chakrabarti, Dilip K. (October 1995). “Buddhist Sites across South Asia as Influenced by Political and Economic Forces”. 《World Archaeology》 27 (2): 185–202. doi:10.1080/00438243.1995.9980303. JSTOR 125081.
- Harle, J.C., The Art and Architecture of the Indian Subcontinent, 2nd edn. 1994, Yale University Press Pelican History of Art, ISBN 0300062176
- Khettry, Sarita (2006). 《Buddhism in North-Western India: Up to C. A.D. 650》. Kolkata: R.N. Bhattacharya. ISBN 978-81-87661-57-3.
- Michell, George, The Penguin Guide to the Monuments of India, Volume 1: Buddhist, Jain, Hindu, 1989, Penguin Books, ISBN 0140081445
- Mitra, D. (1971). 《Buddhist Monuments》. Calcutta: Sahitya Samsad. ISBN 0-89684-490-0.
- Rajan, K.V. Soundara (1998). 《Rock-cut Temple Styles: Early Pandyan Art and The Ellora Shrines》. Mumbai: Somaiya Publications. ISBN 81-7039-218-7.
- Tadgell, C. (1990). 《The History of Architecture in India: From the Dawn of Civilization to the End of the Raj》. London: Phaidon. ISBN 1-85454-350-4.